# Oligostigma minutale
Oligostigma minutale là một loài bướm đêm trong họ Crambidae.